# Barış Ekincier
Barış Ekincier (aserbaidschanisch Barış Əkinçiər; im deutschen Sprachraum meist Baris Ekincier geschrieben; * 24. März 1999 in Hemer, Deutschland) ist ein aserbaidschanisch-türkischer Fußballspieler.

## Karriere

### Verein
Ekincier begann seine Karriere beim FC Iserlohn 46/49. Zur Saison 2015/16 wechselte er im Alter von 16 Jahren zu Rot-Weiss Essen und gehörte in seinem ersten Jahr den B1-Junioren (U17) an, mit denen er in der B-Junioren-Bundesliga spielte. Zur Saison 2016/17 rückte Ekincier zu den A-Junioren (U19) auf und kam regelmäßig in der A-Junioren-Bundesliga zum Einsatz. Zur Saison 2017/18, seinem letzten Jahr bei den Junioren, wechselte der Offensivspieler in die U19 des VfL Bochum, mit der er ebenfalls in der A-Junioren-Bundesliga spielte.
Zur Saison 2018/19 erhielt er einen bis Juni 2020 laufenden Profivertrag und wurde fester Bestandteil des Profikaders. Im August 2018 debütierte er für die Profis, als er im DFB-Pokal gegen den SC Weiche Flensburg 08 in der 62. Minute für Tom Weilandt eingewechselt wurde. Sein erstes Spiel in der 2. Bundesliga absolvierte er im April 2019, als er am 28. Spieltag der Saison 2018/19 gegen den SSV Jahn Regensburg in der 74. Minute für Miloš Pantović ins Spiel gebracht wurde. Dies blieb sein einziger Saisoneinsatz. Im Mai 2019 wurde sein Vertrag vorzeitig bis Juni 2022 verlängert.
Zur Saison 2019/20 wechselte Ekincier leihweise zum österreichischen Zweitligisten SK Austria Klagenfurt. Im Mai 2020 wurde die Leihe nach acht Einsätzen für die Kärntner in der 2. Liga vorzeitig beendet.
Zur Saison 2020/21 kehrte Ekincier zum VfL Bochum zurück. Zwar gelang ihm mit diesem der Aufstieg in die 1. Bundesliga, doch blieb er dabei ohne Einsatz. Im Sommer 2021 wechselte Ekincier dann in die 3. Liga zum SV Waldhof Mannheim.

### Nationalmannschaft
Ekincier nahm 2016 mit der aserbaidschanischen U-17-Auswahl an der Heim-EM teil. Dort kam er zu zwei Einsätzen, mit Aserbaidschan musste er jedoch als Dritter der Gruppe A in der Vorrunde ausscheiden.
2017 spielte er erstmals für die U-19-Mannschaft. Im September 2018 debütierte er gegen Norwegen für das U-21-Team. In jenem Spiel, das Aserbaidschan mit 3:1 verlor, erzielte er auch sein erstes Tor für eine Nationalauswahl.

## Erfolge
- Meister der 2. Bundesliga und Aufstieg in die Bundesliga: 2021